# Beyond: Two Souls
Beyond: Two Souls este un joc video interactiv de acțiune-aventură pentru PlayStation 3, creat de dezvoltatorul francez Quantic Dream și lansat de Sony Interactive Entertainment. A fost lansat în octombrie 2013. Printre actorii de film care au dublat jocul și au luat parte la sesiunile de motion capture se numără Ellen Page și Willem Dafoe, în rolul lui Nathan Dawkins, cercetător în Departamentul pentru Activități Paranormale și tatăl adoptiv al lui Jodie.
Protagonista jocului este Jodie Holmes (Page), iar celălalt personaj jucabil este o entitate numită Aiden: un suflet separat legat de Jodie încă de la naștere. Prin intermediul legăturii psihice cu Aiden, aceasta poate folosi puteri supranaturale. Se aseamănă cu un film, și dă posibilitatea jucătorului de a alege ceea ce se va întâmpla în viitor cu personajele din joc.
Deși este un joc video, Beyond: Two Souls a avut premiera la Festivalul de Film de la Tribeca din 2013,  fiind al doilea joc video care a fost recunoscut de un festival de film. David Cage, scenaristul și regizorul jocului, a explicat faptul că dezvoltatorii de jocuri video ar trebui să ofere o „poveste interactivă” care poate fi jucată de oricine, inclusiv de cei care nu joacă jocuri. După lansare, Beyond: Two Souls a primit critici mixte. Vânzările au depășit un milion de exemplare la nivel mondial până la sfârșitul anului 2013, atingând această cifră după două luni de la lansare. O variantă de PlayStation 4 a fost lansată atât individual în noiembrie 2015, cât și în pachetul Quantic Dream Collection cu Heavy Rain în martie 2016.

## Jocul
Beyond: Two Souls este un joc video interactiv de acțiune-aventură, în care jucătorul trebuie să miște și să ghideze o ghideze pe Jodie, astfel încât ea să interacționeze cu obiecte și alte personaje nejucabile pentru a avansa în poveste. În orice moment, jucătorul poate alege să-l controleze pe Aiden, personaj care poate fi atribuit și unui al doilea jucător. Aiden este o entitate fără corp, care există permanent în fundal și care se poate trece prin pereți, tavan și alte obstacole; totuși, mișcarea sa este limitată doar la o anumită zonă din jurul lui Jodie din cauza legăturii spirituale avută cu aceasta.
Când jucătorul o controlează pe Jodie, printre mecanicile de joc se numără interacțiunea cu obiectele marcate cu o bulină albă, care poate fi îndeplinită prin mișcarea joystickului în direcția dorită. Dacă Jodie trebuie să îndeplinească o anumită acțiune, apare pe ecran o pictogramă care anunță jucătorul să apese sau să țină apăsate anumite butoane ale controllerului. În aer plutesc mai multe solicitări de conversație, iar dacă una din ele nu este aleasă până la terminarea timpului, jocul o alege pe cea implicită. În timpul secvențelor de acțiune, cum ar fi urmărirea inamicilor sau lupta corp la corp, mișcările au loc cu încetinitorul, în timp ce Jodie îndeplinește manevrele cerute de jucător; în acest timp, el trebuie să determine direcția în care Jodie trebuie să se miște prin apăsarea joystickul direcțional. Jocul cuprinde și misiuni de acoperire, în care Jodie trebuie să se furișeze, coordonându-și acțiunile cu cele ale lui Aiden. Dacă jucătorul nu reușește să îndeplinească misiunea cu succes, cursul unui capitol și uneori al celor viitoare va fi modificat, ducând în unele cazuri la moartea unui personaj nejucabil.
Când jucătorul îl controlează pe Aiden, jocul devine monocromatic. În afara nuanțelor de gri, obiectele cu care se poate interacționa sunt evidențiate cu o aură care strălucește în mai multe culori, culoarea acesteia indicând potențialul de interacționare cu acesta: personajele cu portocaliu pot fi posedate, cele cu roșu pot fi strangulate, obiectele sau personajele cu albastru pot fi doborâte la pământ, iar cele cu verde pot fi vindecate. Jodie se folosește de Aiden pentru abilitățile sale, cum ar fi un scut protector în jurul ei, posibilitatea de a permite morților să vorbească cu vii prin ea, de a vedea evenimente din trecutul apropiat, și de a îngriji rănile unui personaj.
Povestea avansează odată cu jucătorul. Pe lângă dialog și dezvoltarea poveștii, rezultatul unor întregi scene și chiar al capitolelor viitoare poate fi manipulat într-o anumită măsură prin alegerile jucătorului. Acestea sunt de obicei reprezentate de decizii morale pe care trebuie să le ia Jodie prin alegerea replicilor, interacțiunea cu diferite personaje, succesul sau insuccesul din scenele de luptă sau acțiuni extrasenzoriale pe care le face jucătorul prin Aiden. Un exemplu de rezultat influențat de alegerile jucătorului se regăsește în capitolul intitulat „Petrecerea”, în care jucătorului i se dă posibilitatea de a se răzbuna violent pe un grup de bătăuși sau poate alege să fugă. Un alt exemplu se regăsește în capitolul „Ambasada”, în care jucătorul poate încerca să obțină informații extrasenzorial, prin Aiden, sau poate pune în pericol misiunea prin luarea controlului asupra unei gărzi, urmată de sinucidere. Alegerile determină și finalul lui Beyond: Two Souls, jucătorul fiind pus în situația de a alege între viață și moarte, jocul oferindu-ți alegeri multiple.

## Povestea
În timp ce povestea este dezvăluită prin narațiune non-lineară, în acest rezumat el este prezentat în ordine cronologică.
Tânăra Jodie Holmes (Caroline Wolfson) trăiește cu părinții săi adoptivi într-o casă suburbană obișnuită. De la naștere, Jodie a avut o conexiune telepatică cu o entitate numită Aiden, cu care poate comunica și care poate îndeplini acțiuni telepatice, cum ar fi posedarea minților oamenilor și manipularea anumitor obiecte. După un incident în care câțiva copii din vecini o agasează pe Jodie, Aiden a fost aproape să-l omoare pe unul din ei, astfel că părinții săi adoptivi au cerut ajutor pentru a avea grijă de starea ei, lăsând-o permanent în custodia doctorilor Nathan Dawkins (Willem Dafoe) și Cole Freeman (Kadeem Hardison) care lucrau la așa-numitul Departament pentru Activitate Paranormală (DPA), care făcea studii despre infralume.
Jocul nu este prezentat în ordine cronologică, fiind prezentate amestecat scene din perioadele copilăriei, adolescenței și a vieții de adult. Sub supravegherea doctorilor, Jodie învață treptat să-l controleze pe Aiden și puterile pe care le împart. În acest timp, Nathan și Cole construiesc „condensatorul”, un portal care face legătura cu lumea celor morți - „Infraworld”. Într-o noapte, Nathan află că soția și fiica sa au murit în urma unui accident de mașină. În timp ce încerca să-l consoleze, Jodie descoperă că poate canaliza spiritele morților din Infraworld; ea ajută spiritele să vorbească cu cei vii printr-o legătură telepatică creată de Aiden. Odată cu trecerea anilor, adolescenta Jodie (Ellen Page) își dorește să devină independentă de doctori și de Aiden, încercând de mai multe ori să ducă o viață normală. În fiecare încercare intervine Aiden, astfel că acestea se soldează cu eșec.
La un moment dat, Nathan îi cere ajutorul lui Jodie la condensator, care s-a spart. Jodie reușește să-l închidă, însă mai multe entități ostile reușesc să scape din Infraworld, ea cerându-i lui Nathan să nu construiască un alt condensator. Acest incident atrage atenția CIAului, care îl trimite pe agentul Ryan Clayton (Eric Winter), pentru a o recruta forțat pe Jodie pentru capacitatea ei de anticipare. Ea îl urăște inițialdar, depinzând de acțiunile jucătorului, poate dezvolta o relație romantică cu el. După ce se antrenează la o bază militară, Jodie, acum adultă, este trimisă în mai multe misiuni ca agent de teren, făcând deseori pereche cu Ryan, de care devine atrasă. În urma unei misiuni în Somalia, decimată de război, Jodie află că ținta pe care a omorât-o nu fost un comandant de armată, ci chiar președintele ales pe cale democratică. Furioasă, Jodie decide să abandoneze agenția și să dezerteze, în ciuda rugăminților lui Ryan. Pentru că este urmărită de forțele CIA, ajunge pentru o scurtă perioadă să trăiască alături de oamenii străzii, ajutând pe una din ele să nască. În același timp salvează o familie de indieni atacată în deșert de un spirit malefic numit Yé'iitsoh (în navajo, însemnând Marele zeu), și ajunge într-o clădire părăsită, alături de un grup de patru persoane fără adăpost care încearcă să supraviețuiască pe timp de iarnă. CIA-ul reușește în cele din urmă să o captureze pe Jodie, după ce aceasta a încercat să-și contacteze mama biologică în stare catatonică, care a fost ținută ostatică și drogată cu forța într-un spital militar.
Jodie este trimisă de CIA înapoi la Nathan, acum director executiv al DPA-ului, care supraveghează construirea unui nou condensator al DPA-ului, care poartă numele de cod „Black Sun” (română Soarele Negru). El îi dezvălui faptul că CIA este dispusă să o lase pe Jodie liberă dacă e de acord să îndeplinească o ultimă misiune. Jodie și o echipă a CIA condusă de Ryan distrug o clădire în care se afla un condensator construit de chinezi, înainte ca acesta să fie folosit pentru a ataca Statele Unite. Atunci Jodie află că Nathan a construit un condensator în miniatură pentru a relua contactul cu familia sa, însă fără succes. După ce îi transmite lui Nathan că refuzul său de a-i lăsa în pace îi va face să sufere și mai mult, Jodie încearcă să plece, însă este ținută în captivitate de CIA, pe motiv că este prea periculoasă pentru a fi eliberată. Jodie este supusă la aceleași tratamente ca și mama sa. Nathnan își face apariția și îi transmite că s-a deci să închidă protecția de pe Black Sun, unind astfel cele două lumi și făcând moartea fără sens. Prea slăbit pentru a o elibera pe Jodie, Aiden îi contactează pe Ryan și Cole, îndrumându-i spre ea. După ce Nathan izolează condensatorul, cei trei îl urmează în inima Black Sunului cu intenția de a-l distruge.
În acest timp Cole este rănit de entități și Ryan se sacrifică pentru a o ține pe Jodie în viață. În cele din urmă, Jodie se luptă cu Nathan în apropiere de Black Sun. El se sinucide pentru a-și reîntâlni familia. Jodie închide condensatorul și are o viziune, în care Aiden nu s-a născut încă, fiind fratele ei geamăn. Jodie trebuie să ia o decizie: se poate întoarce în lumea celor vii, sau poate merge în Infraworld pentru a se reîntâlni cu toți cei pe care i-a pierdut. La finalul poveștii, Infraworldul devine un pericol mare în viitorul apropiat. Jodie se pregătește să înfrunte pericolul.

## Dezvoltare

Scene din joc: Jodie Holmes (sus), felul în care Aiden îl vede pe Nathan Dawkins și tânăra Jodie (înconjurată de companionul spiritual, mijloc), Willem Dafoe, David Cage, și Ellen Page lucrând la filmarea mișcărilor (jos)

David Cage, fondatorul și CEO-ul celor de la Quantic Dream, a anunțat pentru prima dată la conferința de presă susținută de Sony la Electronic Entertainment Expo 2012 că studiourile sale lucrează la Beyond: Two Souls, prezentând și un prim trailer cu secvențe din joc. Când i s-a cerut să compare  Beyond: Two Souls cu fostul joc lansat de Quantic Dream, Heavy Rain, Cage a descris Beyond ca o „experiență condusă mai mult de acțiune”, care oferă „mult mai mult control direct” și „o poveste mult mai spectaculoasă” decât cea a thrillerului din 2010.  Spre deosebire de Heavy Rain, fostul joc creat de Quantic Dream, Beyond: Two Souls nu este compatibil cu PlayStation Move. Celelalte jocuri create de Cage, care au fost considerate drept „thrillere psihologice bine lucrate”, demonstrează că narațiunea emoțională reprezintă un element de maximă importanță în dezvoltarea jocurilor lansate de Quantic Dream. Actrița Ellen Page a declarat că scenariul pentru joc a avut în jurul a 2000 de pagini, fiind mult mai mare față de un scenariu obișnuit, care are între 95 și 125 de pagini, cu fiecare pagină reprezentând un minut de film. „Am filmat câte 30, 40 de pagini pe zi. Este o nebunie față de un film. Jodie trece prin multe. Este o poveste incredibil de emoționantă și o experiență fascinantă pentru această fată.”
Quantic Dream este, pe lângă o companie dezvoltatoare de jocuri video, un studio avansat de captare digitală a mișcărilor, cerându-le actorilor din Beyond: Two Souls să interpreteze aceste mișcări⁠(en)[traduceți] și să dubleze⁠(en)[traduceți] personajele. Ellen Page, Willem Dafoe, Kadeem Hardison, Eric Winter, Caroline Wolfson și alți actori distribuiți au luat parte la acest proiect, care a durat un an și care a avut loc în studioul companiei din Paris, unde au auvt de reprodus acțiunile fizice, atribuite personajelor care apar pe ecran. Între timp, programatorii⁠(en)[traduceți], artiștii⁠(en)[traduceți] și cei cei care au realizat animațiile⁠(en)[traduceți] pentru Quantic Dream, conduși de directorul de creație Christophe Brusseaux, au realizat grafica jocului. David Cage a fost scenarist și regizor, iar Guillaume de Fondaumière a îndeplinit funcția de producător al jocului.
Beyond: Two Souls a fost ultimul proiect al compozitorului Normand Corbeil, care a murit de cancer pancreatic la 25 ianuarie 2013, jocul fiind  dedicat în memoria sa. Corbeil a mai colaborat cu Quantic Dream la jocurile Heavy Rain și predecesorul acestuia, Fahrenheit, nereușind să termine coloana sonoră a lui Beyond. El a fost înlocuit de Lorne Balfe, care a compus coloana sonoră a jocului Assassin's Creed III, colaborând cu Hans Zimmer în 2013, ultimul în calitate de producător.
Pe 27 aprilie 2013, cu cinci luni înainte de comercializarea jocului, jocul a fost prezentat la Festivalul de Film de la Tribeca, unde a fost lansat un nou trailer și au fost dezvăluite 35 de minute de joc, iar printre spectatori s-au aflat Page și Cage. Este al doilea joc video care a fost recunoscut de un festival de film, după L.A. Noire în 2011. Într-un interviu care a avut loc imediat după lansarea jocului la nivel mondial, Cage a explicat că studiourile de dezvoltare precum Quantic Dream au obligația de a veni cu „o poveste interactivă” care poate fi jucată de oricine, inclusiv de cei care nu joacă jocuri.

## Lansare
La 5 septembrie 2013, blogul PlayStation a anunțat datele lansării variantei demo a jocului Beyond: Two Souls: 1 octombrie 2013 în SUA, 2 octombrie în Europa și 3 octombrie în Japonia, cu o săptămână înainte de lansare. Utilizatorii care aveau PlayStation Plus au primit demo-ul mai devreme, pe 24 septembrie 2013. GameStop a oferit pe 24 septembrie 2013 un număr limitat de coduri beta, permițând jucarea demoului înainte de lansarea oficială. Jocul integral a fost lansat la 8 octombrie 2013 în America de Nord, 9 octombrie 2013 în Australia, 11 octombrie 2013 în Europa și 17 octombrie 2013 în Japonia.
Varianta europeană a jocului este cenzurată pentru a primi ratingul PEGI 16 în loc de 18. Au fost făcute două schimbări, fiind tăiate zece secunde din secvențele cinematice ale jocului.
La puțin timp de la lansarea jocului, imagini nud cu Jodie, jucată de actrița Ellen Page, au apărut pe comunitatea online Reddit. Jocul are o scenă cu Jodie dezbrăcată la duș, însă filmată dintr-un unghi care păstrează demnitatea personajului, dar imaginile lansate reprezentau nuduri frontale. Analiști din industrie au dedus că imaginile au fost extrase de o persoană care se afla în posesia unei console PlayStation 3 destinate dezvoltatorilor, cu mai multe facilități prin care se poate verifica calitatea jocului, precum modul „cameră liberă”, care a fost folosit pentru a crea și încărca imaginile. Sony a luat măsuri cerând ca imaginile să fie șterse, lucru care s-a și întâmplat, explicând că imaginile proveneau de la un model digital și nu de la Page, care refuză să apară dezbrăcată în filme.
În iunie 2015, Quantic Dream a anunțat că varianta de PlayStation 4 a jocului Beyond: Two Souls va fi lansată în America de Nord, Europa și regiunea PAL, separat, dar și la pachet cu Heavy Rain. Varianta de PlayStation 4 a Beyond: Two Souls a fost lansată pe 24 noiembrie, urmată de varianta remasterizată a Heavy Rain pe 1 martie 2016. A fost lansat și un pachet cu ambele jocuri pe un disc Blu-ray.

## Recepție
Beyond: Two Souls a primit recenzii mixte spre pozitive. Site-urile care fac media notelor date de diferiți critici, GameRankings și Metacritic, dau o medie de 72.04%, respectiv 70/100. Criticii au apreciat interpretarea personajului Jodie Holmes de către Ellen Page, respectiv cea a lui Nathan Dawkins de către William Dafoe, rolurile jucate de ceilalți actori, precum și atenția la detalii în animațiile și grafica jocului. Au mai fost apreciate și tehnicile elaborate de motion capture, mecanicile de joc interactive, coloana sonoră a jocului și capacitatea de a atrage persoane care în mod normal nu agrează jocurile.
Gamespot a oferit jocului nota 9, menționând ca aspecte pozitive personajele bine dezvoltate din punct de vedere emoțional, povestea care scoate în evidență eșecurile umane, controlul personajului și libertatea de a alege cum va decurge acțiunea jocului. IGN a considerat experiența de joc ca fiind prea pasivă și nesatisfăcătoare, cu o poveste confuză. Destructoid a criticat prezentarea slabă a personajelor și lipsa interacțiunii jucătorului care să conteze în joc. Joystiq a criticat lipsa unei interacțiuni solide între personaje și povestea greu de crezut și pe alocuri chiar absurdă. Ben „Yahtzee” Croshaw de la Zero Punctuation a criticat dur jocul, recenzia sa concentrându-se pe abuzul de evenimente rapide în timp real⁠(en)[traduceți], utilizarea insuficientă a mecanicilor de acoperire a jocului, tonul și atmosfera inconstantă.
Beyond: Two Souls a fost nominalizat în cadrul premiilor VGX la categoriile „Cel mai bun actor vocal” (Willem Dafoe) și „Cea mai bună actriță vocală” (Ellen Page).
BAFTA a nominalizat jocul la categoriile Cea mai mare realizare artistică (John Rostron, David Cage, Guillaume De Fondaumiere), Cea mai bună muzică originală (Lorne Balfe), și Cea mai bună performanță (Ellen Page).

### Vânzări
În iulie 2013 s-a anunțat că Beyond: Two Souls a fost în top douăzeci cele mai precomandate jocuri ale anului. La 10 ianuarie 2014 s-a anunțat că Beyond: Two Souls s-a vândut în anul 2013 în peste un milion de exemplare în numai trei luni. În țara de proveniență a producătorului Quantic Dream, Franța, s-au vândut în primele trei luni de la lansare peste 70.000 de exemplare, vânzările fiind mai mari ca cele ale jocului lansat anterior de studio, Heavy Rain. Beyond: Two Souls a avut un buget de 27 de milioane de dolari doar pentru producție, cu cinci mai multe decât Heavy Rain și 18 milioane de dolari destinați costurilor de marketing și distribuție.

### Urmări
În noiembrie 2014, David Cage a discutat despre viitorul jocurilor video și s-a referit la recenziile negative primite de Beyond din partea jucătorilor înrăiți⁠(en)[traduceți], declarând că „Vor fi întotdeauna jocuri pentru jucătorii înrăiți care le văd ca pe un sport bazat pe aptitudini, sau o modalitate de a concura cu prietenii lor”. S-a referit și la un alt tip de jucători care văd jocurile ca pe „un simplu hobby, ca multe jocuri pentru telefoanele inteligente”. El a mai susținut că „am încercat să găsim o cale de mijloc, cu jocuri care încearcă să spună o poveste, care are însemnătate, și în care violența nu este scopul principal. Mai mult, noi am încercat să creăm emoții, să facem jucătorii să trăiască ceva puternic și unic, obiectiv care rămâne o provocare ambițioasă într-un joc video.”